# 솔로몬 제도 축구 국가대표팀
솔로몬 제도 축구 국가대표팀(영어: Solomon Islands national football team)은 솔로몬 제도를 대표하는 축구 국가대표팀으로 솔로몬 제도 축구 연맹에서 관리하고 있다. 1980년 2월 25일 피지와의 친선 경기에서 국제 A매치 데뷔전을 치렀으며 현재 홈 구장은 로슨 타마 스타디움이다.

## 국제 대회 경력

### FIFA 월드컵
월드컵 본선 경험은 전무하며 그나마 2006년 FIFA 월드컵 오세아니아 지역 예선에서 1차 예선과 2차 예선 전적을 포함해 6승 2무 3패로 사상 첫 월드컵 지역 예선 플레이오프에 진출하며 솔로몬 제도 축구 역사상 월드컵 지역 예선 최고 성적을 거두었다.

### OFC 네이션스컵
OFC 네이션스컵 본선에는 7번 출전해서 이 중 결선리그로 진행된 2004년 대회에서 준우승을 차지했고 4번의 대회에서는 4강에 올랐는데 이 중 2000년 대회에서 3위에 이름을 올렸고 2012년 대회와 2016년 대회에서는 4위에 이름을 올렸다. 물론 1996년 대회에서도 4위에 이름을 올렸지만 그 당시 본선에 출전한 팀이 단 4팀 밖에 없었기 때문에 이 기록은 실질적으로 아무 의미가 없다.

## 기타 국제 대회 경력
퍼시픽 게임에는 12번 참가하여 이 중 5번의 대회에서 은메달 3개, 동메달 2개를 획득했고 완톡컵에는 U-23 대표팀까지 포함해 3번 참가하여 2008년에는 우승을, 2011년에는 준우승을 차지했다. 그리고 멜라네시아컵에는 7번 출전하여 1996년 OFC 네이션스컵 예선을 겸한 1994년 대회에서 사상 첫 국제 대회 우승을 거머쥐었으며 2번의 준우승(1988, 2000년)도 차지했다.

## FIFA 월드컵 (본선)
| 년도   | 결과      | 순위      | 경기      | 승        | 무*       | 패        | 득점      | 실점      | 승점      |
| ------ | --------- | --------- | --------- | --------- | --------- | --------- | --------- | --------- | --------- |
| 1930년 | 독립 이전 | 독립 이전 | 독립 이전 | 독립 이전 | 독립 이전 | 독립 이전 | 독립 이전 | 독립 이전 | 독립 이전 |
| 1934년 | 독립 이전 | 독립 이전 | 독립 이전 | 독립 이전 | 독립 이전 | 독립 이전 | 독립 이전 | 독립 이전 | 독립 이전 |
| 1938년 | 독립 이전 | 독립 이전 | 독립 이전 | 독립 이전 | 독립 이전 | 독립 이전 | 독립 이전 | 독립 이전 | 독립 이전 |
| 1950년 | 독립 이전 | 독립 이전 | 독립 이전 | 독립 이전 | 독립 이전 | 독립 이전 | 독립 이전 | 독립 이전 | 독립 이전 |
| 1954년 | 독립 이전 | 독립 이전 | 독립 이전 | 독립 이전 | 독립 이전 | 독립 이전 | 독립 이전 | 독립 이전 | 독립 이전 |
| 1958년 | 독립 이전 | 독립 이전 | 독립 이전 | 독립 이전 | 독립 이전 | 독립 이전 | 독립 이전 | 독립 이전 | 독립 이전 |
| 1962년 | 독립 이전 | 독립 이전 | 독립 이전 | 독립 이전 | 독립 이전 | 독립 이전 | 독립 이전 | 독립 이전 | 독립 이전 |
| 1966년 | 독립 이전 | 독립 이전 | 독립 이전 | 독립 이전 | 독립 이전 | 독립 이전 | 독립 이전 | 독립 이전 | 독립 이전 |
| 1970년 | 독립 이전 | 독립 이전 | 독립 이전 | 독립 이전 | 독립 이전 | 독립 이전 | 독립 이전 | 독립 이전 | 독립 이전 |
| 1974년 | 독립 이전 | 독립 이전 | 독립 이전 | 독립 이전 | 독립 이전 | 독립 이전 | 독립 이전 | 독립 이전 | 독립 이전 |
| 1978년 | 독립 이전 | 독립 이전 | 독립 이전 | 독립 이전 | 독립 이전 | 독립 이전 | 독립 이전 | 독립 이전 | 독립 이전 |
| 1982년 | 비회원국  | 비회원국  | 비회원국  | 비회원국  | 비회원국  | 비회원국  | 비회원국  | 비회원국  | 비회원국  |
| 1986년 | 비회원국  | 비회원국  | 비회원국  | 비회원국  | 비회원국  | 비회원국  | 비회원국  | 비회원국  | 비회원국  |
| 1990년 | 비회원국  | 비회원국  | 비회원국  | 비회원국  | 비회원국  | 비회원국  | 비회원국  | 비회원국  | 비회원국  |
| 1994년 | 예선 탈락 | 예선 탈락 | 예선 탈락 | 예선 탈락 | 예선 탈락 | 예선 탈락 | 예선 탈락 | 예선 탈락 | 예선 탈락 |
| 1998년 | 예선 탈락 | 예선 탈락 | 예선 탈락 | 예선 탈락 | 예선 탈락 | 예선 탈락 | 예선 탈락 | 예선 탈락 | 예선 탈락 |
| 2002년 | 예선 탈락 | 예선 탈락 | 예선 탈락 | 예선 탈락 | 예선 탈락 | 예선 탈락 | 예선 탈락 | 예선 탈락 | 예선 탈락 |
| 2006년 | 예선 탈락 | 예선 탈락 | 예선 탈락 | 예선 탈락 | 예선 탈락 | 예선 탈락 | 예선 탈락 | 예선 탈락 | 예선 탈락 |
| 2010년 | 예선 탈락 | 예선 탈락 | 예선 탈락 | 예선 탈락 | 예선 탈락 | 예선 탈락 | 예선 탈락 | 예선 탈락 | 예선 탈락 |
| 2014년 | 예선 탈락 | 예선 탈락 | 예선 탈락 | 예선 탈락 | 예선 탈락 | 예선 탈락 | 예선 탈락 | 예선 탈락 | 예선 탈락 |
| 2018년 | 예선 탈락 | 예선 탈락 | 예선 탈락 | 예선 탈락 | 예선 탈락 | 예선 탈락 | 예선 탈락 | 예선 탈락 | 예선 탈락 |
| 2022년 | 예선 탈락 | 예선 탈락 | 예선 탈락 | 예선 탈락 | 예선 탈락 | 예선 탈락 | 예선 탈락 | 예선 탈락 | 예선 탈락 |
| 2026년 | 예선 탈락 | 예선 탈락 | 예선 탈락 | 예선 탈락 | 예선 탈락 | 예선 탈락 | 예선 탈락 | 예선 탈락 | 예선 탈락 |
| 합계   |           |           |           |           |           |           |           |           |           |

## FIFA 월드컵 (예선)
| 년도   | 경기                                          | 승                                            | 무*                                           | 패                                            | 득점                                          | 실점                                          | 승점                                          |
| ------ | --------------------------------------------- | --------------------------------------------- | --------------------------------------------- | --------------------------------------------- | --------------------------------------------- | --------------------------------------------- | --------------------------------------------- |
| 1930년 | 독립 이전                                     | 독립 이전                                     | 독립 이전                                     | 독립 이전                                     | 독립 이전                                     | 독립 이전                                     | 독립 이전                                     |
| 1934년 | 독립 이전                                     | 독립 이전                                     | 독립 이전                                     | 독립 이전                                     | 독립 이전                                     | 독립 이전                                     | 독립 이전                                     |
| 1938년 | 독립 이전                                     | 독립 이전                                     | 독립 이전                                     | 독립 이전                                     | 독립 이전                                     | 독립 이전                                     | 독립 이전                                     |
| 1950년 | 독립 이전                                     | 독립 이전                                     | 독립 이전                                     | 독립 이전                                     | 독립 이전                                     | 독립 이전                                     | 독립 이전                                     |
| 1954년 | 독립 이전                                     | 독립 이전                                     | 독립 이전                                     | 독립 이전                                     | 독립 이전                                     | 독립 이전                                     | 독립 이전                                     |
| 1958년 | 독립 이전                                     | 독립 이전                                     | 독립 이전                                     | 독립 이전                                     | 독립 이전                                     | 독립 이전                                     | 독립 이전                                     |
| 1962년 | 독립 이전                                     | 독립 이전                                     | 독립 이전                                     | 독립 이전                                     | 독립 이전                                     | 독립 이전                                     | 독립 이전                                     |
| 1966년 | 독립 이전                                     | 독립 이전                                     | 독립 이전                                     | 독립 이전                                     | 독립 이전                                     | 독립 이전                                     | 독립 이전                                     |
| 1970년 | 독립 이전                                     | 독립 이전                                     | 독립 이전                                     | 독립 이전                                     | 독립 이전                                     | 독립 이전                                     | 독립 이전                                     |
| 1974년 | 독립 이전                                     | 독립 이전                                     | 독립 이전                                     | 독립 이전                                     | 독립 이전                                     | 독립 이전                                     | 독립 이전                                     |
| 1978년 | 독립 이전                                     | 독립 이전                                     | 독립 이전                                     | 독립 이전                                     | 독립 이전                                     | 독립 이전                                     | 독립 이전                                     |
| 1982년 | 비회원국                                      | 비회원국                                      | 비회원국                                      | 비회원국                                      | 비회원국                                      | 비회원국                                      | 비회원국                                      |
| 1986년 | 비회원국                                      | 비회원국                                      | 비회원국                                      | 비회원국                                      | 비회원국                                      | 비회원국                                      | 비회원국                                      |
| 1990년 | 비회원국                                      | 비회원국                                      | 비회원국                                      | 비회원국                                      | 비회원국                                      | 비회원국                                      | 비회원국                                      |
| 1994년 | 4                                             | 0                                             | 1                                             | 3                                             | 5                                             | 13                                            | 1                                             |
| 1998년 | 8                                             | 3                                             | 3                                             | 2                                             | 22                                            | 23                                            | 12                                            |
| 2002년 | 4                                             | 2                                             | 0                                             | 2                                             | 17                                            | 10                                            | 6                                             |
| 2006년 | 11                                            | 6                                             | 2                                             | 3                                             | 24                                            | 16                                            | 20                                            |
| 2010년 | 6                                             | 4                                             | 0                                             | 2                                             | 23                                            | 6                                             | 12                                            |
| 2014년 | 11                                            | 2                                             | 2                                             | 7                                             | 10                                            | 27                                            | 8                                             |
| 2018년 | 10                                            | 4                                             | 1                                             | 5                                             | 11                                            | 18                                            | 13                                            |
| 2022년 | 3                                             | 2                                             | 0                                             | 1                                             | 6                                             | 8                                             | 6                                             |
| 2026년 | 3                                             | 1                                             | 0                                             | 2                                             | 4                                             | 5                                             | 3                                             |
| 합계   | 60                                            | 24                                            | 9                                             | 26                                            | 122                                           | 126                                           | 81                                            |
| 순위   | 월드컵 예선 승점 순위 : 99위 (오세아니아 2위) | 월드컵 예선 승점 순위 : 99위 (오세아니아 2위) | 월드컵 예선 승점 순위 : 99위 (오세아니아 2위) | 월드컵 예선 승점 순위 : 99위 (오세아니아 2위) | 월드컵 예선 승점 순위 : 99위 (오세아니아 2위) | 월드컵 예선 승점 순위 : 99위 (오세아니아 2위) | 월드컵 예선 승점 순위 : 99위 (오세아니아 2위) |

## OFC 네이션스컵
| OFC 네이션스컵 | OFC 네이션스컵            | OFC 네이션스컵            | OFC 네이션스컵            | OFC 네이션스컵            | OFC 네이션스컵            | OFC 네이션스컵            | OFC 네이션스컵            | OFC 네이션스컵            | OFC 네이션스컵            |
| 년도           | 결과                      | 순위                      | 경기                      | 승                        | 무*                       | 패                        | 득점                      | 실점                      | 승점                      |
| -------------- | ------------------------- | ------------------------- | ------------------------- | ------------------------- | ------------------------- | ------------------------- | ------------------------- | ------------------------- | ------------------------- |
| 1973년         | 독립 이전                 | 독립 이전                 | 독립 이전                 | 독립 이전                 | 독립 이전                 | 독립 이전                 | 독립 이전                 | 독립 이전                 | 독립 이전                 |
| 1980년         | 조별리그                  | 8위                       | 3                         | 0                         | 0                         | 3                         | 3                         | 21                        | 0                         |
| 1996년         | 4강                       | 4위                       | 2                         | 0                         | 0                         | 2                         | 1                         | 3                         | 0                         |
| 1998년         | 예선 탈락                 | 예선 탈락                 | 예선 탈락                 | 예선 탈락                 | 예선 탈락                 | 예선 탈락                 | 예선 탈락                 | 예선 탈락                 | 예선 탈락                 |
| 2000년         | 4강                       | 3위                       | 4                         | 2                         | 0                         | 2                         | 7                         | 10                        | 6                         |
| 2002년         | 조별리그                  | 6위                       | 3                         | 0                         | 1                         | 2                         | 3                         | 9                         | 1                         |
| 2004년         | 결선리그                  | 준우승                    | 7                         | 3                         | 1                         | 3                         | 10                        | 17                        | 10                        |
| 2008년         | 예선 탈락                 | 예선 탈락                 | 예선 탈락                 | 예선 탈락                 | 예선 탈락                 | 예선 탈락                 | 예선 탈락                 | 예선 탈락                 | 예선 탈락                 |
| 2012년         | 4강                       | 4위                       | 5                         | 1                         | 2                         | 2                         | 5                         | 6                         | 5                         |
| 2016년         | 4강                       | 4위                       | 4                         | 1                         | 0                         | 3                         | 2                         | 4                         | 3                         |
| 합계           | 7회 진출(7/9)             | 준우승(1회)               | 28                        | 7                         | 4                         | 17                        | 31                        | 70                        | 25                        |
| 순위           | OFC 네이션스컵 순위 : 7위 | OFC 네이션스컵 순위 : 7위 | OFC 네이션스컵 순위 : 7위 | OFC 네이션스컵 순위 : 7위 | OFC 네이션스컵 순위 : 7위 | OFC 네이션스컵 순위 : 7위 | OFC 네이션스컵 순위 : 7위 | OFC 네이션스컵 순위 : 7위 | OFC 네이션스컵 순위 : 7위 |

## 주요 선수
- 윌리엄 코마시
- 라파엘 레아이
- 미카 레아라파